# Nattog til Venus – de bedste sange vol. 1
Nattog til Venus – de bedste sange vol. 1 er et opsamlingsalbum af den danske sangerinde og sangskriver Anne Linnet, der blev udgivet i 1999 via Pladecompagniet.

## Spor
CD 1
1. "Venus (Remix)" - 4:27
2. "Intro" - 1:19
3. "Marquis De Sade" - 6:37
4. "Glor På Vinduer" - 6:56
5. "Nattog" - 6:37
6. "Hils Din Mor" - 4:45
7. "Tåbe" - 6:00
8. "Bli' Hvor Dit Hjerte Er" - 4:25
9. "En Elsker Fra Eller Til" - 5:16
10. "Forsvinder" - 6:40
11. "Ingen Anden Drøm" (vokal Thomas Helmig - 5:03
12. "Tal Til Mig" - 4:50
13. "På Stenede Veje" - 4:27
14. "Venus" - 4:02
15. "Glor På Vinduer" (Remix, featuring Remee) - 3:56

CD 2
1. "Barndommens Gade" - 5:08
2. "De Evige Tre" - 5:30
3. "Time Dag Og Uge" - 4:11
4. "Mild Lattermild Og Gavmild" - 3:41
5. "Levende Hænder" - 3:40
6. "Lille Messias" - 5:03
7. "Tusind Stykker" - 4:21
8. "Forårsdag" - 4:04
9. "Tabt Mit Hjerte" - 4:19
10. "Søndag I April" - 4:05
11. "Blinkende Lygter" - 4:11
12. "Smuk Og Dejlig" - 3:55
13. "Måne Sol Og Stjerner" - 4:08
14. "Cha Cha Cha" - 5:52
15. "Laila" - 3:54
16. "Idag Er Du Star" - 3:50

## Hitliste
| Hitliste (1999)        | Højeste placering |
| ---------------------- | ----------------- |
| Danmark (Album Top-40) | 7                 |